# فهمي جدعان
فهمي راجح جدعان (1939 – ) مفكر ومؤرخ أردني، صدرت له مجموعة من المؤلفات منها: كتاب «المحنة: بحث في جدلية الديني والسياسي في الإسلام».

## سيرته
مفكر أردني من أصول فلسطينية، من مواليد سنة 1939م، في بلدة عين غزال الفلسطينية، درس الفلسفة في جامعة السوربون وحصل منها على شهادة الدكتوراه في الفلسفة الإسلامية وعلم الكلام سنة 1968م، عمل أستاذا للفلسفة والفكر الإسلامي في جامعة الكويت والجامعات الأردنية، وشغل منصب عميد البحث العلمي بالجامعة الأردنية، ونال عضوية مجلس إدارة معهد العالم العربي في باريس بالفترة من 1980 حتى 1984، له آراء جدلية حول الإسلام السياسي  حاصل على جوائز عديدة، كما تم اختياره لعنوان الشخصية الفكرية لعام 2013 من قبل بعض المؤسسات الثقافية في بلده.

## أهم إنجازاته وأعماله
- أسس التقدم عند مفكري الإسلام في العالم العربي الحديث، ط1، المؤسسة العربية للدراسات والنشر، بيروت، 1979؛ ط3، دار الشروق، عمان، 1988 (646ص).
- المحنة: بحث في جدلية الديني والسياسي في الإسلام، ط1، دار الشروق، عمان 1989؛ ط2، المؤسسة العربية للدراسات والنشر، بيروت، 2000 (502ص).
- الطريق إلى المستقبل: أفكار – قوى للأزمنة العربية المنظورة، المؤسسة العربية للدراسات والنشر، بيروت، 1996 (452ص).
- الماضي في الحاضر: دراسات في تشكلات ومسالك التجربة الفكرية العربية، المؤسسة العربية للدراسات والنشر، بيروت، 1997 (602ص).
- رياح العصر: قضايا مركزية وحوارات كاشفة، المؤسسة العربية للدراسات والنشر، بيروت، 2002 (9 بحوث ومقالات، 498 ص).
- في الخلاص النهائي: مقال في وعود الإسلاميين والعلمانيين والليبراليين، الشروق للنشر والتوزيع، عمان، 2007 (404ص).
- المقدّس والحرية- وأبحاث ومقالات أخرى من أطياف الحداثة ومقاصد التحديث، المؤسسة العربية للدراسات والنشر، بيروت، 2009 (401 ص).
- خارج السِّرب – بحث في النِسْوية الإسلامية الرافضة وإغراءات الحرية، الشبكة العربية للأبحاث والنشر، بيروت، 2010 (280 ص).[6][7]
- «طائر التّمّ: حكايات جنى الخُطا والأيام»، «مذكراته»، الأهلية للنشر والتوزيع، عمان 2021.[8]
- معنى الأشياء: رسالة في الجوهري من وجودنا المباشر. 2023.

### من بحوثه
| - الكتاب والحكمة. - الطريق الملكي. - معنى السلفية. - العالم بين حدين. - نظريات الدولة في الفكر الإسلامي المعاصر. - المعطيات المباشرة للإشكالية الإسلامية المعاصرة. - «نظرة طائر»: بانوراما الفلسفة العربية. - الفارابي: مدخل إلى تجربة العلم والفعل عنده. - هوميروس عند العرب. - المرْكَب والمجاز. - نظر في التراث. - فكرة التقدم عند المفكرين العرب في القرن التاسع عشر. | - ابن خلدون في الفكر العربي الحديث. - الإسلام وأوروبا: الثقة المفقودة. - الإسلام وتحولات الحداثة. - المستقبل العربي في ضوء قيمة التواصل. ومما أعيد نشرها في كتاب (الماضي في الحاضر): - هواجس الأزمة وأحكام الفعل. - الثقافة الكونية والنظم الثقافية العربية. - الحضارة المعاصرة ومُشْكِل البدائل. - الديمقراطية من منظور تنويري. - في العدالة والشورى والديمقراطية. - السلفية: حدودها وتحولاتها. - الطاعة والاختلاف بين الواجب وبين الحق في الإسلام. - أسئلة المستقبل. - الحركات الإسلامية المعاصرة. |

### من مقالاته
- الأسس الموجِّهة للثقافة العربية الإسلامية.
- النظام العالمي المجدّد وأزمة المنظور الإسلامي.
- الدين في مرآة النهضة العربية.
- الدين في مرآة النهضة والعصر.
- الوعي الثقافي العربي والقيم المعيارية المركزية الراهنة.
- الحرية في الثقافة العربية العالمة.
- الإنسان والإنسان الشامل في فكر التحديث والنهضة.
- ابن خلدون والخروج من أثينا.
- ابن خلدون بين الحداثة الليبرالية وما قبل الحداثة المحافظة – مقاربة معاصرة.[9]

## فلسفته
يقول حول ذلك: «إسهامي الأساسي، في هذا الشأن يكمن على وجه التحديد في أنني أرفض، من منظور إنساني واقعي، أن يستبد العقل التجريبي الاختباري المجرد بوجود الإنسان، وبمصيره على الأرض. أنا لست خصماً للعقل، أنا أعترف به وأقدّره وأحتكم إليه في حل المشكلات الشخصية، لكنني أيضاً لا أستطيع أن أتنكر للكينونة الوجدانية في وجودي وفي وجود أي إنسان آخر. العقل المعرفي، وحده، انحرف ليصبح عقلاً أداتياً، عقلاً تكنولوجياً، يطلب القوة والغلبة والتحكم والسيطرة، وأدى، تاريخياً، إلى» النزعة الاستعمارية «التي شهدناها القرون الثالثة الأخيرة. الفيلسوف أو المفكر الذي يريد أن يكون» عبداً «للعقل المعرفي المجرد والعقل الأداتي سيفقد الجناح الإنساني التواصلي، وسيتحول إلى آلة مادية مستبدة. الفرق الأساسي بيني وبين الجابري والعقلانيين الآخرين، الراديكاليين، أنني أريد» الإنسان التكاملي«، الإنسان التواصلي، الرحيم، الذي يطلب المساواة والعدالة والتعاطف والتشارك في مجابهة» الوضع الإنساني«البائس على الأرض».

## موقفه من الإسلام السياسي
المسلمون ليسوا في حاجة، بعد أن استقر دينهم في أفئدة وقلوب العالم، لأن يخططوا لوجودهم في هذا العالم وفقاً لمبادئ السياسة في الصراع والاقتتال والحرب الدائمة. نعم لسنا في حاجة إلى هذا المنظور. نحن في حاجة إلى «إصلاح الإنسان» بالمعنى، والقيمة، والمبادئ الأخلاقية والإنسانية الرحيمة. بذلك وحده سنتميّز عن حضارات الاستبداد والهيمنة والاستعباد، وبذلك وحده يمكن أن نكون قدوة ونموذجاً ومثالاً يحتذى لدى الآخرين، وبذلك وحده يتحقق لنا ولأبنائنا ولشعوبنا الخير والسعادة والرفاهية والطمأنينة والأمن، لا العذاب والامتحان الدائم والوضع الشقي. الإيمان التقي الرحيم، التواصلي العادل، هو طريق الخلاص، لا «الإيمان المستعلي» المسكون بإغراءات التفرد والسلطة والاستبداد والانفصال.
«الإسلام السياسي» في رأيي «بدعة» إيديولوجية حديثة، ونَسجٌ على منوال الأحزاب السياسية الحديثة. وهو في اعتقادي انحراف صريح عن غائية الإسلام الحقيقية التي هي غائية أخلاقية حضارية، لا حركة سياسية مكيافيلية تطلب السلطة والغلبة والإقصاء للمختلف. لقد عالجت هذه المسألة أيضاً في كتابي (تحرير الإسلام...)، بقدر من التدقيق والتحديد ولا أريد أن أكرر هنا ما جاء هناك.
«الإسلام الرحمة والعدل عاش تجربة تاريخية بائسة، حيث انسحب لنظام الملك كما حصل في النظام الاموي والعباسي، حدث تحول وتبدل وينبغي العودة إلى الإسلام الاصلي وهو اسلام العدل والرحمة والمصلحة، اسلام المقاصد وليس اسلام الفقهاء، الذي دخلته نزعات الفقهاء ورغباتهم وظروفهم التاريخية. نظرية المقاصد جاءت لتتجاوز الاحكام الجزئية والذرية والظاهرية التي تحولت إلى مطلقات. يقول ابن القيم الجوزية: حيثما ظهرت امارات العدل فثم شرع الله» فأي دولة تقيم العدل والرحمة والمصلحة هي دولة شرعية تحفظ الدين وتحميهم وتحافظ على اعتقاداتهم في الحياة والدين والشريعة هي دولة شرعية، ولسنا بحاجة إلى خلافة من أي أحد».

## موقفه من السلفية
السلفية سلفيات، لا سلفية واحدة. وفي بحثي (السلفية: حدودها وتحولاتها) الذي أعيد نشره في كتابي الآنف الذكر (تحرير الإسلام....)، ميّزت بين ثلاثة أنواع من السلفية: السلفية التاريخية -أعني سلفية الجيل الإسلامي الأول-، والسلفية المُحدَّثة، أعني سلفية «الإصلاحيين» المسلمين: جمال الدين ومحمد عبده والطهطاوي وخير الدين... والسلفية المتعالية، التي يمكن اعتبارها «تمهيداً» لما يسمى اليوم «السلفية الجهادية». وهي جميعاً تنسب نفسها إلى «السلف» لكنها جميعاً «مواقف تعكس عقول أصحابها» وظروفهم وأوضاعهم التاريخية. وفي اعتقادي أن المسلمين مطالبون أو مدعوون إلى أن يقيّموا حياتهم ويقوّموا وجودهم التاريخي لا بالرجوع إلى جيل سابق وبشر آخرين، وإنما بالرجوع إلى أوضاعهم التاريخية المباشرة وإلى معطيات وجودهم المشخص واعتبار ذلك في ضوء «المقاصد» العليا لدينهم، أعني «المقاصد» المشتقة من القراءة الشمولية أو (الهولستية) للنصوص الدينية، لا من الأفكار والروايات والأخبار التي تنتقل عن هذا الشخص أو ذاك ممن نجحوا في تاريخ الإسلام. وبالطبع ينبغي أن تكون هذه القراءة موافقة لمتطلبات الواقع المباشر ولأحكام الزمن الذي يجري.

## من أقواله
“لا حريات ولا كرامة للإنسان ما دام يهدده الجوع والمرض، والتحرر المادي أول مرحلة في سبيل التحرر الفكري والمعنوي ” - كلام عن الكرامة.

## موقفه من التراث
وظائف التراث كما يراها هو فهي:
- أ- الوظيفة النفسية: حيث يعمل التراث كحافز للتحرر من الذل والهزيمة لتجاوز تحديات العصر. وهي آلية دفاع نفسية تعني التعويض وتبديل الواقع المرير بالذكريات المجيدة للحفاظ على توازن وتماسك الذات التي تواجه كل هذه التحديات. وتبدو هذه الوظيفة للتراث بديهية ومطلوبة، إلا أننا سرعان ما نكتشف تناقضاتها الداخلية، إذ سرعان ما يتحول هذا الحافز إلى عزاء ووعد بالانتصار القريب الذي تروج له بعض الاتجاهات للهرب من تحديات الواقع. فتصبح آلية نفس - فكرية تشهد على التراث ولا تشهد له. وهي أيضاً كأداة، قضية خلافية في بناء وإنجاز المشروع الحضاري العربي الذي يحتاج لروافع وحوامل حقيقية تستند على الواقع الموضوعي، وتنهض به ومنه. ود. جدعان لا يغفل ذلك بل يذكر ذلك بصريح العبارة ((فات مثورّي التراث الطفيليين أن الشروط الاجتماعية السياسية المحافظة أو الراجعية نفسها هي في ذاتها التي تولد نقيضها، فليس مطلوباً من التراث أن يحدث الثورة ولا هو أصلاً قائم على أساس أنه مشروع ثورة أو أنه يمكن أن يتحول إلى مشروع من هذا النوع)).
- ب- الوظيفة الجمالية: وتعني استلهام القيم الجمالية والفنية من المعطى التراثي ((التي لم تفقد مع مرور الزمن طلاوتها وسحرها وروعتها)) وهي أنجع وظائف التراث - إن كان له وظيفة - وأقربها للواقع الراهن. فاستقراء الواقع الثقافي العربي يؤكد صدق النتائج التي توصل إليها د. جدعان؛ فما من مبدع عربي إلا واستلهم جانباً ووظف جمالياته في عمله الإبداعي، بعد تجريد تلك الجماليات من سياقها الموضوعي ووظيفتها وشروطها الاجتماعية، خاصة تلك النصوص والأعمال التي تجاوزت تاريخها واخترقت الزمن عصراً بعد عصر، إلى أن وصلت إلينا عن جدارة واستحقاق، محملة بالدهشة والعجائبية والجمال. كالنصوص الصوفية وألف ليلة وليلة وشعر المتنبي وعدد لا يحصى من الشخصيات التاريخية الملهمة. وعلى مستوى القيم الفكرية يمكن استلهام بعض العناصر المهمة عند جابر بن حيان وابن الهيثم والمقدمة الخلدونية والشاطبي والسرخسي والجرجاني والتوحيدي وغيرهم. إلا أن جهود هؤلاء الأعلام ابتذلت أو ضخمت على غير العادة بفعل القراءة الأيديولوجية لتسويغ أعمالهم دعماً لخطاب الهوية الذي ينشد المغايرة والاختلاف والمفاضلة لتحقيق السبق والريادة على الآخر معيار التقدم ومحققه.
- ج - وظيفة (الاستخدام): وهي التي يسميها د. جدعان بالجدوى، فهي وظيفة عملية تعني توظيف بعض عناصر التراث الحي في علم الفقه أو علم الكلام ودمجها في البنى الفكرية المعاصرة. ولكن د. جدعان يؤكد رفعاً للإبهام والتناقض أن هذا التوظيف لا يعني الاستلهام وإنما الاستخدام وتبني بعض المواقف والقضايا والاستئناس ببعض آراء القدماء. وهذا النوع من التوظيف يعني استخدام مواقف أو حلول أو أحكام محددة وواضحة بشأن قضية مطروحة نبحث لها عن حكم أو حل.

وأما أداة د. جدعان لتنويرنا بالتراث وإنتاج ثقافة حية - كشرط منطقي موضوعي - تتحول إلى تراث حي عند الأجيال القادمة، فهي ((العقلانية النقدية)) دون إهمال الأبعاد الروحية واللاعقلية والمتيافيزيقية المرافقة للإنسان، ويقول الباحث جمال الدين فالح الكيلاني "يعود الفضل إلى المفكر فهمي جدعان في تأسيس اتجاه في الفكر العربي المعاصر، يقوم على أنسنة المقاربات الفلسفية، ومنحها طابعاً كونياً، في إطار ما يسميه العقل الوجداني.
وفي هذا المسعى، فإنه يناوئ العقل التجريبي الاختباري المجرد بوجود الإنسان، وبمصيره على الأرض. ويعتقد في المقابل أن العقل المعرفي انحرف ليصبح عقلاً أداتياً، وعقلاً تكنولوجياً، يطلب القوة والغلبة والتحكم والسيطرة، وفي اعتقاده أن الفيلسوف أو المفكر الذي يريد أن يكون "عبداً" للعقل المعرفي المجرد والعقل الأداتي سيفقد الجناح الإنساني التواصلي، وسيتحول إلى آلة مادية مستبدة".